# Шател (Савоја)
Шател (фр. Châtel) насеље је и општина у источној Француској у региону Рона-Алпи, у департману Савоја која припада префектури Сен Жан де Морјен.
По подацима из 2011. године у општини је живело 203 становника, а густина насељености је износила 13,26 становника/km². Општина се простире на површини од 15,31 km². Налази се на средњој надморској висини од 700 метара (максималној 2.730 m, а минималној 560 m).

## Демографија
| 1962. | 1968. | 1975. | 1982. | 1990. | 1999. | 2011. |
| ----- | ----- | ----- | ----- | ----- | ----- | ----- |
| 173   | 200   | 129   | 108   | 100   | 134   | 203   |

График промене броја становника у току последњих година